# Eunica empyrea
Eunica empyrea is een vlinder uit de familie Nymphalidae. De wetenschappelijke naam van de soort is voor het eerst geldig gepubliceerd in 1852 door Gottlieb August Wilhelm Herrich-Schäffer.